# Shenzhou 10
La Shenzhou 10 (神舟十号 Shénzhōu shíhào) è stata una missione spaziale appartenente al programma spaziale cinese lanciata l'11 giugno 2013. L'equipaggio comprendeva il comandante Niè Hǎishèng (già partito con la Shenzhou 6), Zhāng Xiǎoguāng e Wang Yaping (entrambi al loro primo volo spaziale). Con i suoi 15 giorni di durata è stata la missione cinese più lunga.
La capsula Shenzhou ha attraccato alla Tiangong 1 alle 5:11 UTC del 13 giugno. Una volta entrati nella stazione spaziale i membri dell'equipaggio hanno condotto esperimenti di medicina spaziale e tecnologici. Il 23 giugno la Shenzhou si è staccata dalla Tiangong 1 e l'equipaggio ha eseguito un nuovo attracco con i comandi manuali. Il 26 giugno è rientrata sulla Terra atterrando nella Mongolia Interna.